# Demodex
Demodex is een mijtengeslacht uit de familie van de Demodicoidea. De wetenschappelijke naam van het geslacht werd voor het eerst geldig gepubliceerd in 1843 door Owen.

## Soorten
- Demodex acutipes Bukva & Preisler, 1988
- Demodex agrarii Bukva, 1994
- Demodex ailuropodae Xu-Yehua, Xie-Hexiu, Liu-Sulan, Zhou-Zhongyong & Shi-Xinqua, 1986
- Demodex antechini Nutting & Sweatman, 1970
- Demodex aries Desch, 1986
- Demodex artibei Vargas, Bassols-B, Desch, Quintero & Polaco, 1995
- Demodex arvicolae Zschokke, 1888
- Demodex bicaudatus Kniest & Lukoschus, 1981
- Demodex bisonianus Kadulski & Izdebska, 1996
- Demodex bovis Stiles, 1892
- Demodex brevis Akbulatova, 1963
- Demodex buccalis Bukva, in Bukva, Vitovec & Vlcek 1985
- Demodex caballi (Desch & Nutting, 1978)
- Demodex cafferi Nutting & Guilfoy, 1979
- Demodex canis Leydig, 1859
- Demodex caprae Railliet, 1895
- Demodex carolliae Desch, Lebel, Nutting & Lukoschus, 1971
- Demodex cati Megnin, 1877
- Demodex cricetuli Hurley & Desch, 1994
- Demodex cyonis Morita, Ohmi, Kiwaki, Ike & Nagata, 2018[2]
- Demodex dasypodi Desch & Stewart, 2002
- Demodex desmodi Desch, 1994
- Demodex equi Railliet, 1895
- Demodex flagellurus Bukva, 1985
- Demodex folliculorum (Simon, 1842)
- Demodex foveolator Bukva, 1984
- Demodex gatoi Desch & Stewart, 1999
- Demodex huttereri Mertens, Lukoschus & Nutting, 1983
- Demodex injai Desch & Hillier, 2003
- Demodex intermedius Lukoschus, Mertens, Nutting & Nadchatram, 1984
- Demodex kutzeri Bukva, 1987
- Demodex leucogasteri Hughes & Nutting, 1981
- Demodex longissimus Desch, Nutting & Lukoschus, 1972
- Demodex macaci Karjala, Desch & Starost 2005
- Demodex macroglossi Desch, 1981
- Demodex marsupiali Nutting, Lukoschus & Desch, 1980
- Demodex melanopteri Lukoschus, Jongman & Nutting, 1972
- Demodex mexicanus Vargas, Bassols-B, Desch, Quintero & Polaco, 1995
- Demodex mystacina Desch, 1989
- Demodex nanus Hirst, 1918
- Demodex neomydis Bukva, 1995
- Demodex neoopisthosomae Desch, Lukoschus & Nadchatram, 1986
- Demodex norvegicus Bukva, 1995
- Demodex novazelandica Desch, 1989
- Demodex nycticeii Desch, 1996
- Demodex odocoilei Desch & Nutting, 1973
- Demodex ovis Hirst, 1919
- Demodex peromysci Lombert, Lukoschus & Whitaker, 1983
- Demodex phocidi Desch, Dailey & Tuomi, 2003
- Demodex phodopi Desch, Davis & Klompen 2006
- Demodex phylloides Czokor, 1858
- Demodex ponderosus Izdebska & Rolbiecki, 2014[3]
- Demodex ratti Hirst, 1917
- Demodex ratticola Bukva, 1995
- Demodex rosus Bukva, in Bukva, Vitovec & Vlcek 1985
- Demodex sabani Desch, Lukoschus & Nadchatram, 1984
- Demodex sinocricetuli Desch & Hurley, 1997
- Demodex soricinus Hirst, 1918
- Demodex spelaea Desch, Lukoschus & Nadchatram, 1986
- Demodex sungori Desch, Davis & Klompen 2006
- Demodex tauri Bukva, 1986
- Demodex tigris Shi, Xie & Hsu, 1985
- Demodex tortellinioides Desch & Holz 2006
- Demodex uncii Desch, 1993
- Demodex ursi Desch, 1995
- Demodex zalophi Dailey & Nutting, 1980